# Nové Dvory (okres Žďár nad Sázavou)
Nové Dvory (německy Neuhof) jsou obec v okrese Žďár nad Sázavou v Kraji Vysočina. Žije zde 325 obyvatel.

## Historie
První písemná zmínka o obci pochází z roku 1444.

## Významní rodáci
- František Vilém Rosický  (17. prosince 1847 - 17. července 1909) byl český botanik, pedagog, přírodopisec, spisovatel a publicista.

## Obyvatelstvo
| Rok            | 1869 | 1880 | 1890 | 1900 | 1910 | 1921 | 1930 | 1950 | 1961 | 1970 | 1980 | 1991 | 2001 | 2006 | 2013 |
| Počet obyvatel | 274  | 274  | 247  | 259  | 300  | 270  | 290  | 263  | 288  | 272  | 274  | 230  | 239  | 259  | 318  |

## Školství
- Mateřská škola Nové Dvory

## Pamětihodnosti
- Boží muka
- Pomník rudoarmějce